# Madagaskar na Letnich Igrzyskach Olimpijskich 1992
Madagaskar na Letnich Igrzyskach Olimpijskich 1992 reprezentowało 13 zawodników: ośmiu mężczyzn i pięciu kobiet. Był to 6 start reprezentacji Madagaskaru na letnich igrzyskach olimpijskich. 

## Skład kadry

### Boks
Mężczyźni
- Anicet Rasoanaivo waga papierowa do 48 kg - 17. miejsce,
- Heritovo Rakotomanga waga piórkowa do 57 kg - 9. miejsce,

### Judo
Mężczyźni
- Luc Rasoanaivo-Razafy - waga do 71 kg - 34. miejsce,
- Jean-Jacques Rakotomalala - waga do 78 kg - 22. miejsce,

### Lekkoatletyka
Kobiety
- Lalao Robine Ravaoniriana

bieg na 100 m - odpadła w eliminacjach,
bieg na 200 m - odpadła w ćwierćfinale,
- Nicole Ramalalanirina - bieg na 100 m przez płotki - odpadła w eliminacjach,

Mężczyźni
- Alain Razahasoa - maraton - 81. miejsce,
- Hubert Rakotombélontsoa - bieg na 400 m przez płotki - odpadł w eliminacjach,
- Toussaint Rabenala - trójskok - 14. miejsce,

### Pływanie
Kobiety
- Vola Hanta Ratsifa Andrihamanana

50 m stylem dowolnym - 43. miejsce,
100 m stylem klasycznym - 38. miejsce,

### Podnoszenie ciężarów
Mężczyźni
- Harinela Randriamanarivo - waga do 60 kg - 30. miejsce,

### Tenis ziemny
Kobiety
- Dally Randriantefy - gra pojedyncza - 33. miejsce,
- Natacha Randriantefy - gra pojedyncza - 33. miejsce,
- Dally Randriantefy, Natacha Randriantefy - gra podwójna - 17. miejsce,